# Qualtrics
Qualtrics是一家總部位於美国华盛顿州西雅圖和犹他州普若佛的体验管理公司。该公司由Scott M. Smith、Ryan Smith、Jared Smith和Stuart Orgill于2002年创立。
2018年11月11日，SAP公司宣佈該公司將以80亿美元的價格收购Qualtrics。 2019年1月23日，SAP公司完成所有收購流程。 2021年1月28日，Qualtrics在纳斯达克上市。